# La Revue de Catalogne
La Revue de Catalogne va ser una revista editada en Marsella el 1929 centrada en la cultura catalana.

## Recorregut
La Revue de Catalogne es va fundar el març de l'any 1929, instal·lant la seva seu i redacció a Marsella (França). Dirigida i editada per Pierre Rouquette, la revista incloïa vuit seccions: Revue des Revue Catalanes, Les Lettres, L'Érudition, L'Humanisme, La Musique catalane, Le Théatre, Les Arts i La Catalogne à l'étranger.
Els col·laboradors de la revista eren, en la gran majoria, francesos, tot i que, també hi participaven periodistes i escriptors catalans. Pel que fa a l'àmbit de Catalunya, Rouquette va comptar amb el suport de l'escriptor i polític mallorquí Joan Estelrich. Joan Estelrich i Artigues (Mallorca, 20 de gener de 1896 - París 1958) va ser un escriptor i polític mallorquí. En el seu recorregut com a periodista cal destacar dos fets: fundació del periòdic regionalista La Veu de Mallorca i la seva col·laboració a La Veu de Catalunya. Estelrich va estar molt lligat al polític conservador Francesc Cambó, fundador i líder de la Lliga Regionalista.
La Revue de Catalogne es difonia a tres ciutats: les ciutats franceses de Marsella i París i la capital catalana, Barcelona. Aquesta revista va tenir una vida molt curta. La previsió era publicar deu números l'any, els quals haurien d'aparèixer el dia 25 de cada mes. Finalment però, només es van publicar cinc números. Les dates dels cinc números publicats corresponen a:
- Primer número: 25 de març de 1929
- Segon número: 25 d'abril de 1929
- Tercer número: 25 de maig de 1929
- Quart número: 1 de juliol de 1929
- Cinquè número: 1 d'agost de 1929

## Primer número
Com a esquer de difusió i per tal d'acaparar l'atenció dels ciutadans, Rouquette va voler comptar amb la col·laboració del reconegut escriptor anglès G.K.Chesterton, per tal que s'encarregués de la secció internacional perquè hi inclogués comentaris personals. En el primer número, el crític literari i artístic francès Marcel Brion també va participar en els continguts de la revista. Al llarg de les publicacions, Brion va ser l'encarregat de la secció La Catalogne à l'étranger. En el cas de la primera publicació, l'escriptor es va centrar en l'europeisme català, ja consolidat en el mapa intel·lectual europeu de l'època.

## Trets característics
La Revue de Catalogne era una revista que se centrava en la cultura catalana en tots els seus aspectes. Com bé ho demostren els noms de les seves seccions, en els continguts hi tenia cabuda la literatura catalana, la música catalana, l'humanisme i les lletres, entre altres àmbits, tots ells en referència al món català.
Íntegrament en llengua francesa, Roquette volia que La Revue de Catalogne fos: “El tret d'unió entre Catalunya i l'elit internacional”. A nivell tècnic, el director de la publicació es va inspirar en el format de La Nova Revista (1927-1929), revista d'alta cultura dirigida per Josep Maria Junoy. Analitzant la portada de La Revue de Catalogne, s'observa la senzillesa d'aquesta i l'absència d'il·lustracions.

## Relació cultura catalana i cultura francesa
Durant el primer quart del segle xix, el moviment intel·lectual i espiritual català va patir una expansió que va traspassar les fronteres. L'expansió catalana va estar molt present a França en els últims anys de la dècada dels anys vint. Un exemple que ho reflecteix és la publicació La Revue de Catalogne, la plataforma finançada pel polític conservador Francesc Cambó, des d'on es mostrava al món l'estat de la cultura catalana en tots els àmbits.